# Langenkamp
Langenkamp ist eine Hofschaft in Radevormwald im Oberbergischen Kreis im nordrhein-westfälischen Regierungsbezirk Köln in Deutschland.

## Lage und Beschreibung
Langenkamp liegt im Norden von Radevormwald an der Grenze zu Ennepetal. Die Nachbarorte sind Remlingrade, Zum Hofe, Pastoratshof und Brebach.
Politisch im Stadtrat von Radevormwald vertreten wird der Ort durch den Direktkandidaten des Wahlbezirks 170.

## Geschichte
Die Lage der heutigen Hofschaft ist in der Karte Topographische Aufnahme der Rheinlande von 1825 eingezeichnet. Eine eigenständige Benennung des Hofes ist darin jedoch nicht angegeben. Erst ab der historischen topografischen Karte von 1892 bis 1894 wird die Hofschaft mit „Langenkamp“ bezeichnet.
1815/16 besaß der Ort acht Einwohner. 1832 gehörte der Ort zum Kirchspiel Remlingrade des ländlichen Außenbezirks der Bürgermeisterei Radevormwald. Der laut der Statistik und Topographie des Regierungsbezirks Düsseldorf als Tagelöhnerwohnung kategorisierte Ort besaß zu dieser Zeit ein Wohnhaus. Zu dieser Zeit lebten fünf Einwohner im Ort, alle evangelischen Glaubens. 1888 sind in dem Gemeindelexikon der Rheinprovinz ein Wohnhaus mit drei Einwohnern verzeichnet.